# Ośrodek Zapasowy Saperów Mostów Kolejowych nr 2
Ośrodek Zapasowy Saperów  Mostów Kolejowych nr 2 – oddział saperów Wojska Polskiego II RP z okresu kampanii wrześniowej.

## Formowanie i zmiany organizacyjne
Ośrodek Zapasowy Saperów Mostów Kolejowych nr 2  sformowany był od 31 sierpnia 1939 r. w wyniku ogłoszenia mobilizacji powszechnej w II rzucie mobilizacyjnym z nadwyżek pozostałych z 2 batalionu mostów kolejowych w Legionowie. Dowódcą ośrodka został przybyły 4 września 1939 roku ppłk dypl. Józef Grodecki. Przez pierwszy tydzień września OZSMK nr 2 mobilizował jednostki przewidziane do zmobilizowania przez 2 batalion mostów kolejowych w ramach mobilizacji powszechnej. Jednocześnie od 4 września w ramach ośrodka z napływających nadwyżek rezerwistów formowano batalion pieszy saperów, którego dowództwo powierzono kpt. Bronisławowi Broniszowi. Formalnie struktura organizacyjna ośrodka przedstawiała się następująco: 
- dowództwo
- kompania gospodarcza
- 2 kompanie mostów kolejowych
- kompania specjalistów
- park ośrodka
- kompania podchorążych rezerwy saperów mostów kolejowych[1]

Obsada dowódcza Ośrodka Zapasowego Saperów Mostów Kolejowych nr 2
- dowódca ośrodka - ppłk dypl. Józef Grodecki
- zastępca dowódcy - ppłk Stanisław Olczak
- adiutant ośrodka - por. sap. rez. Roman Wójtowski[2]
- oficer wyszkoleniowy - mjr sap. Zygmunt Zieliński †1940 Katyń[3]
- komendant parku - kpt. Benedykt Haluch[4] †1940 Charków[5]
- oficer mobilizacyjny - kpt. Bolesław Kłosiński[4]
- oficer materiałowy – chor. Kazimierz Józef Piotrowski[6]
- płatnik – kpt. int. Marian Leon Łopatkiewicz †1940 Charków[7]
- dowódca plutonu w kompanii ruchowej – ppor. rez. Jan Pietrzak[8]

Z uwagi na zagrożenie działaniami niemieckich jednostek lądowych zorganizowano z pododdziałów ośrodka improwizowany batalion saperów pod dowództwem kpt. Bolesława Bronisza:
- dowódca batalionu - kpt. Bolesław Bronisz[9]
- adiutant batalionu - por. rez. inż. Jerzy Domasiewicz
- oficer gospodarczy - chor. Józef Góralczyk
- dowódca 1 kompanii - kpt. Stanisław Dobrowolski
- zastępca dowódcy 1 kompanii – por. sap. Józef Polewski[10]
- dowódca 2 kompanii - por. sap. Edward Adam Juffy
- zastępca dowódcy 2 kompanii - ppor. rez. Bronisław Łukaszewicz
- dowódca 3 kompanii – por. sap. Wiesław Zygmunt Hanysz (do 15 IX 1939)[a] †1940 Charków[12]
- dowódca 3 kompanii – por. sap. Józef Polewski (od 15 IX 1939)[11]
- zastępca dowódcy 3 kompanii - ppor. rez. inż. Krystian Eyman

8 września z pozostawionych obsług ckm plot. 2 batalionu balonowego i własnych zasobów dowódca batalionu sformował kompanię ckm z 6 ckm wz. 1908 i 2 ckm wz. 1930 z zapasem 30 000 nabojów.
- dowódca kompanii ckm - por. Marceli Karmański
- zastępca dowódcy kompanii ckm - ppor. rez. Stefan Dąbrowski

Żołnierze batalionu uzbrojeni byli w broń strzelecką kb Lebel wz. 1886/93, ok. 500 granatów obronnych, umundurowanie niekompletne. Stan batalionu ok. 500 saperów.  

## Działania bojowe jednostek Ośrodka Zapasowego Saperów Mostów Kolejowych nr 2
5 września 1939 roku kpt. Bronisz wraz z formowanym batalionem otrzymał rozkaz zorganizowania obrony rejonu Legionowa i Jabłonny. Przystąpiono do budowy rowów strzeleckich innych umocnień polowych, przeszkód ppanc. Od 6 września obronę batalionu wzmocnił pluton czołgów Renault FT na prowadnicach szynowych z pozostałości 1 dywizjonu pociągów pancernych. 8 września wieczorem samochodami wyjechało do Brześcia n/Bugiem dowództwo OZSMK nr 2 wraz z kwatermistrzostwem batalionu. Batalion saperów kolejowych został załadowany do transportu kolejowego, głównie na węglarki, wraz z dołączonym wagonem z amunicją i materiałami wybuchowymi i wagonem mundurowym wyruszył w kierunku Mińska Mazowieckiego ok. godz. 2.00 9 września. Po dojechaniu w rejon Radzymina, batalion utknął w zatorze, który od świtu 9 września usuwał przeszkody, przekuwał tory i poruszał się w kierunku Tłuszcza. Do Mińska Mazowieckiego dotarł rano 10 września. Z uwagi na całkowite zakorkowanie trasy, dowódca batalionu saperów kolejowych, wyładował batalion w Mińsku Maz. i marszem pieszym dotarł do Mrozów.
11 września na odcinku od stacji kolejowej Sosnowe, do stacji Mrozy dołączył do zgrupowania Centrum Wyszkolenia Kolejowego ppłk. inż. Kazimierza Kowalskiego, wraz z jednostkami 2 batalionu balonowego, nadwyżkami 1 pułku lotniczego oraz z 17, 20, 22 kmk i czołówkami warsztatowymi nr 1 i 2. 9 września dowództwo ośrodka dotarło do Brześcia n/Bugiem i tam do 11 września, oczekiwano na dotarcie batalionu kpt. Bronisza. Dowódca ośrodka otrzymał rozkaz udania się do Kowla i rozwinięcia OZSMK nr 2. Z uwagi na niedołączenie saperów kpt. Bronisza, dowództwo na rozkaz wyruszyło 16 września do Sarn. Lecz dojechano zaledwie do Czartoryska i ze względu na wkroczenie wojsk sowieckich ppłk dypl. Józef Grodecki poprowadził dowództwo przez Łuck w kierunku Krasne-Busk, po czym klucząc pomiędzy wojskami sowieckimi i niemieckimi dojechał w okolice Kamionki Strumiłowej. Następnie poprzez okolice Żółkwi do rejonu Bełżca, tu 24 września dowództwo OZSMK nr 2 dostało się do niewoli sowieckiej. Batalion saperów kolejowych kpt. Bolesława Bronisza w dniach 11-13 września, poprzez przekuwanie torów i usuwanie zniszczeń po bombardowaniach, podciągał w kierunku Siedlec transporty, w tym pociąg zaopatrzeniowy Armii "Modlin". Jednocześnie saperzy pracowali nad uwolnieniem z zatoru pociągu pancernego nr 52 "Piłsudczyk" oraz organizował obronę, której osią był tor kolejowy na odcinku Sosnowe-Mrozy. Kpt. Bolesław Bronisz obsadził 1 kompanią wieś Ryczyce, 2 kompanią wieś Sosnowe, a 3 kompanią stację Sosnowe, natomiast ppor. Łukaszewicz wysadził most z czołgiem niemieckim i zniszczył samochód osobowy. Do 13 września uwolniono jeden tor długości 10 km, po którym przemieszczał się pociąg pancerny nr 52 wspierając obronę, zbudowano umocnienia polowe. Wysłano oficerskie patrole dywersyjno-rozpoznawcze, które atakowały mniejsze kolumny wroga i pojedyncze samochody dozbrajając batalion. 14 września na pozycje batalionu we wsi i stacji Sosnowe, nieprzyjaciel wykonał trzy natarcia, wsparte pojazdami pancernymi, wszystkie przy wsparciu pociągu pancernego zostały odparte. W godzinach wieczornych część oddziałów Centrum Wyszkolenia Kolejowego, lotników i baloniarzy przebiło się z okrążenia. 
15 września pododdziały niemieckie zaatakowały od strony Siedlec, po osi toru kolejowego, wypierając dwie kompanie batalionu z pozycji obronnych. Kontratak trzeciej kompanii i 20 oraz 22 kmk przy wsparciu pociągu pancernego doprowadziły do odzyskania pozycji. W trakcie walk wyprowadzono do Mrozów składy 20 i 22 kmk. 15 września dołączył do zgrupowanych wojsk płk. Mikołaja Prus-Więckowskiego, zastępcy dowódcy Mazowieckiej Brygady Kawalerii i przejął dowództwo nad zgrupowaniem. Zgrupowanie płk. Prus-Więckowskiego, którego podstawową siłą bojową był, batalion saperów kolejowych i kompanie mostów kolejowych zajęły obronę: 1 kompania batalionu broniła rejonu wsi Ryczycy, 2 kompania wsi Sosnowe, 3 kompania wsi Gołębiówki, 20 kmk stacji kolejowej Sosnowe, 22 kmk i kompania ckm rejonu Skrudy, a 17 kmk Mrozów. Obronę saperów wspierała 8 bateria haubic 61 pułku artylerii lekkiej, 52 pociąg pancerny oraz grupki żołnierzy z Mazowieckiej BK z 2 armatami ppanc. i inni żołnierze z rozproszonych oddziałów. 
16 września natarcia niemieckie opanowały Sosnowe, Ryczyce i Mrozy, nocny kontratak pod dowództwem kpt. Bronisza doprowadził do odzyskania utraconych pozycji obronnych. 17 września w trakcie zaciętych walk ostatecznie utracono miejscowości Grodziszcze, Rudki i Mrozy. Poszczególne kompanie atakowały pojazdy niemieckie na szosie Warszawa-Siedlce. Kompania ckm por. Karmańskiego zniszczyła w rejonie Grodziszcza 6 samochodów. 18 września nieprzyjaciel prowadził ostrzał artyleryjski rejonów Sosnowego i Skrudy, następnie ok. godz.15.00 wyprowadził natarcie na Skrudę, które zostało powstrzymane. Podczas walki zniszczono nieprzyjacielowi 2 samochody pancerne, wzięto do niewoli jeńców i zdobyto 5 samochodów ciężarowych z amunicją i żywnością i 3 sprawne działka ppanc. 19 września walczono ponownie o Grodziszcze, 20 września w rejonie Ryczycy doszło do rozproszenia 1 kompanii, kontratak 2 kompanii pozwolił na krótko odzyskać stanowiska w rejonie Ryczycy. 20 września 1939 w godzinach wieczornych, z uwagi na utratę kluczowych stanowisk obronnych, braki w amunicji zgrupowanie opuściło rejon obrony i udało się do w kierunku południowym, po uprzednim zniszczeniu sprzętu, którego nie zdołano zabrać. 
W trakcie marszu przez Lasy Dobrzanieckie, Lasy Jagodna i rejon Fiukówki i Cisownika, batalion saperów kolejowych dotarł do stacji kolejowej Krzywda gdzie odnaleziono wagony z bronią i amunicją. Saperzy kolejowi wymienili stare kb i kbk produkcji francuskiej, na broń produkcji polskiej i zdobyczną niemiecką. W dniach 25-27 września grupa zmieniła kierunek marszu na Warszawę poprzez obranie trasy Malanówka-Podzamcze-lasy nadleśnictwa Izdebno. Po uzyskaniu informacji o kapitulacji Warszawy 30 września 1939 r. batalion saperów kolejowych, 20 i 22 kmk oraz całe zgrupowanie zakopało broń i zostało rozwiązane. Kapitan Bolesław Bronisz z niewielką grupą żołnierzy dołączył 3 października do SGO "Polesie".